# Ficțiune apocaliptică și postapocaliptică
Ficțiunea apocaliptică este un subgen al science-fiction-ului în care sunt descrise evenimente legate de sfârșitul civilizației din cauza unei potențiale catastrofe existențială, cum ar fi războiul nuclear global, pandemie, atac extraterestru, impact astronomic, revoltă cibernetică, singularitate tehnologică, fenomene supranaturale, judecata divină, schimbările climatice, epuizarea resurselor sau alte dezastre generale.
Ficțiunea post-apocaliptică are loc într-o lume sau civilizație în care a avut loc deja un dezastru general. Intervalul de timp poate fi imediat după catastrofă, concentrându-se pe suferințele sau psihologia supraviețuitorilor, sau mult mai târziu, de multe ori incluzând tema catastrofei (sau a civilizației dinainte de catastrofă) care a fost uitată sau a devenit mitologie. Povestirile post-apocaliptice se desfășoară adesea într-o lume agrară, într-un viitor non-tehnologic sau într-o lume în care mai există doar câteva elemente dispersate de tehnologie. Există un grad considerabil de estompare între această formă de science-fiction și cea care se ocupă cu lumi distopice.